# Bombardiranje Bruslja
Bombardiranje Bruslja francoskih vojakov Ludvika XIV. 13., 14. in 15. avgusta 1695 ter posledično požar sta bila najbolj uničujoča dogodka v celotni zgodovini Bruslja.  Veliki trg skupaj s tretjino stavb v mestu je bil uničen. Obnova mestnega središča v naslednjih letih je zelo spremenila videz mesta in pustila številne sledi, vidne še danes.
Bombardiranje je bilo del devetletne vojne. Francoske sile so upale, da bodo lahko z bombardiranjem ali grožnjo Bruslju preusmerile zavezniške enote iz obleganega Namurja. Strategija je bila neuspešna in noben vojaški uspeh ni bil dosežen zaradi bombardiranja, le Ludvik XIV. je bil ob dober ugled zaradi barbarskega dejanja.

## Zgodovinsko ozadje
V 17. stoletju, ki so ga Francozi imenovali veliko stoletje, je bilo za prebivalce južne Nizozemske vse prej kot veliko. V tem obdobju je ta regija doživela zaporedje vojn in uničenja, ki so jih poslabšale velike vojske, ki so se preseljevale skozi regijo v velikih količinah. Leta 1695, skoraj štirideset let po bitki za Dunkirk leta 1658, je Francija začela svojo politiko ozemeljske širitve. Ta širitev je povzročila postopno priključitev španskih posesti francoskemu severu. Potekale so vojne, ustanovljene in pretrgane so bile zveze, utrdbe so se nenehno spreminjale. Devetletna vojna je divjala od leta 1688. Nasproti Franciji je bila velika evropska koalicija, velika aliansa (ali augsburška liga) z vodjo Viljemom III. Oranskim, voditeljem Nizozemske in kmalu kraljem Anglije. Poleg Viljema so se borili tudi Španija, Švedska, Sveto rimsko cesarstvo in številni volilni knezi, med njimi Maksimilijan II. Emanuel, volilni knez Bavarske, guverner Španske Nizozemske.
Julija 1695 je mesto Namur, ki ga je Francija zasedala tri leta, oblegal Viljem III. na čelu zavezniške vojske. Po smrti vojvode Luksemburškega je francosko vojsko vodil vojvoda Villeroi, osrednji strateg, ki je bil blizu kralju. Kralj, razdražen nad nedavnimi dogodki, je pozval Villeroia, naj uniči Brugge ali Gent z nepričakovanim napadom. Villeroi je namesto tega predlagal bombardiranje Bruslja, ki bi imelo večji učinek na sovražnika, pritegnili bi ga v mesto, v katerem bi jih Francozi lahko strateško napadli.

## Bombardiranje

### Priprave
Konec julija je Villeroi poslal kralju zahtevo za oskrbo, ki jo je pripravil vodja artilerije. Ocenil je, da bi potrebovali 12 topov, 25 možnarjev, 4000 topovskih krogel, 5000 eksplozivnih granat, veliko smodnika, svinčenih izstrelkov, ročnih bomb in detonatorjev ter 900 vozov za prevoz. Poleg tega bi potrebovali tovorni konvoj, ki bi lahko oskrboval vojsko s skoraj 70.000 moškimi z orožjem in hrano. Vojne potrebščine in vojaki so bili v glavnem iz francoskih garnizonov in trdnjav v regiji. 7. julija je Villeroi zapustil Mons in se odpravil v Bruselj s skoraj 1500 vozovi.
Ti manevri niso minili neopaženo, saj je Villeroi dovolil, da so bili njegovi nameni znani zavezniški vojski, ki je oblegala Namur. 3. avgusta je bilo pri obleganju razglašeno premirje, da bi lahko oskrbeli ranjene in obnovili citadelo. Po šestih dneh se je obleganje nadaljevalo z obema vodjema Viljemom III. in Maksimilijanom II. Emanuelom. Le majhna vojska princa Vaudemonta je lahko blizu mesta Gent nadzirala ceste, ki so vodile v Bruselj. Imel je samo 15.000 moških, ki so se bili prisiljeni umakniti, ko so se soočili z veliko večjo silo Villeroia. Francoska vojska je prišla v bližino Bruslja 11. avgusta in se postavila na hrib zahodno od mesta. Bruselj se ni močno branil, saj njegovo obzidje ni omogočalo primerne obrambe kljub izboljšavam, ki so jih naredili Španci v prejšnjem stoletju. Francozi so zlahka prevzeli dva vhoda, Flandrijska in Anderlechtska vrata, in nato namestili svojo artilerijo v bližini.
13. julija je Villeroi poslal pismo Filipu Françoisu de Berghesu, vojaškemu guvernerju Bruslja. Ker je upal, da bodo zavezniške armade odšle iz Namurja, ni bilo mogoče razumno uporabiti utemeljitve za napad na civilno prebivalstvo v sorazmerno nebranjenem mestu kot pretvezo za bombardiranje, ki je bil povračilni ukrep za bombardiranje francoskih mest vzdolž Rokavskega preliva angleške flote. V šestih urah je pismo, ki je napovedalo bombardiranje, to potrdilo, poleg tega pa je prosil tudi za lokacijo žene Maksimiljana Emanuela Tereze Kunegunde, hčerke poljskega kralja Jana III. Sobieskega, nevtralnega v konfliktu, saj je francoski kralj prepovedal, da bi jo obstreljevali. Princ Berghes je zaprosil za 24-urni odlog in se skliceval na zahtevo, da bo Viljem Oranski prenehal bombardirati francoska obalna mesta. Prav tako je Villeroia prosil, naj razmisli o maščevanju nad Brusljem, saj je bila za bombardiranje francoskih mest v celoti kriva Anglija. Villeroi se je  nasmehnil in rekel: »... mi ni dal (kralj) pooblastila za sklenitev pogodbe s princem Oranskim.« 

### Ogenj
Francoske baterije so začele streljati tik pred sedmo zvečer. Prve zažigalne bombe in granate so prizadele več hiš, ki so se vžgale, požar se je hitro razširil med ozkimi ulicami, ki so jih gosto obrobljale hiše in delavnice, ki so bile delno narejene iz lesa.
Samo tri obrambne baterije, nameščene na zahodni obrambni liniji mesta , so poskušale vrniti ogenj, vendar niso imele smodnika, streliva in strelcev. Nekaj salv topov in kasneje kamnitih krogel, ki so jih bruseljske milice lahko izstrelile, so kljub temu ubile okrog 35 francoskih vojakov , vendar niso mogle upočasniti bombardiranja.
Mestna oblast je do zadnje minute verjela, da se je mogoče najhujšemu izogniti, zato je prebivalstvo pozvala, naj ostane doma z vedri vode, tako da bo pripravljeno pogasiti ogenj in preprečiti širjenje. To se je hitro pokazalo za neuporabno in panični prebivalci so poskušali rešiti svoje najdragocenejše stvari in pobegniti na višje predele mesta vzhodno od doline Senne. Nemočna množica je gledala ogenj iz parka ob vojvodski palači. Sredi noči je bilo celotno srce mesta v plamenih, vključno s kamnitimi zgradbami Velikega trga in njegove okolice, mestna hiša, ki so jo oblasti zapustile in katere stolp je francosko topništvo uporabljalo kot tarčo, Pekovska hiša, Récolletov samostan in cerkev svetega Nikolaja, katere zvon je padel in zdrobil sosednje hiše. Maks Emmanuel, ki se je naključno vrnil iz Namurja, si je zaman prizadeval organizirati učinkovit odpor in ohraniti red.
Zjutraj 14. avgusta se je obstreljevanje ustavilo dovolj dolgo, da so Francozi obnovili svoje baterije. Govorice, da bi se Francozi odločili za nove cilje, so se hitro razširile in v zmedi so prebivalci prepeljali svoje stvari v dele mesta, ki so že bili prizadeti. Vsi so bili uničeni, ko se je bombardiranje nadaljevalo.
Nadaljevanje bombardiranja je bilo še močnejše na še večjem območju: na severu, proti Mintu in dominikanskemu samostanu, v katerem je bilo shranjeno veliko pohištva, dediščine, umetniških in družinskih arhivov, vse je bilo izgubljeno pod ruševinami. Na vzhodu se je strah širil, da bo uničena stolnica svetega Mihaela in Gudule in njeno bogastvo evakuirano. Območje okrog današnje železniške postaje Bruselj-Central in kapele Marije Magdalene Bruseljske je bilo v plamenih, Récolletov samostan, ki je bil že pred tem zadet, je bil skoraj povsem uničen. Uničenje je zajelo bolnišnico svetega Janeza in ponoči cerkev Naše gospe. Do 15. avgusta dopoldne je bilo celotno središče mesta ena sama žerjavica. Da bi Maks Emmanuel preprečil širjenje ognja in ohranil okoliško mesto, je  uporabil smodnik za rušenje številnih stavb, da bi ustvaril protipožarno preseko v okolici prizadetega območja kljub močnemu nasprotovanju lastnikov zgradb.
Francoske baterije niso prenehale streljati do sredine dneva, to je po 48 urah bombardiranja.

### Obseg nesreče
Ker so ljudje imeli dovolj časa, da so se zatekli vzhodno od mesta, je bombardiranje povzročilo le nekaj žrtev. Noben vir nima natančne številke, vendar se zdi, da je bilo število smrtnih žrtev v primerjavi z žrtvami drugih bitk majhno. Kljub temu obstajajo zapisi o moškem, ki je bil ubit v prvem navalu, dveh mlajših bratih, ki sta ostala pod ruševinami samostana, štirih bolnikih, ki so živi zgoreli v bolnišnici svetega Janeza, in dveh prebivalcih, ki sta poskušala rešiti svoje posesti in ostala pod ruševinami.
Škodo, ki jo je povzročilo bombardiranje, je dokumentiral lokalni umetnik Augustin Coppens, katerega hiša je bila tudi uničena. Coppens je prišel na ulice v Bruslju in podrobno risal grozno uničenje svojega domačega kraja. Vrezal je 12 risb, nekatere s pomočjo prijatelja Richarda van Orleyja. Plošče so bile v Bruslju objavljene v letu bombardiranja pod naslovom Perspektives des Ruines de la Ville de Bruxelles. Tiskane slike je v različnih velikostih in barvah reproduciral tudi nemški graver Peter Schenk starejši v Amsterdamu. Tiski imajo pomembno dokumentarno vrednost o vplivu bombardiranja. 
Kulturne in materialne izgube so bile neverjetne. Narejene so bile številne ocene škode . Po podatkih virov je bilo uničenih med 4000 in 5000 stavbami, kar je tretjina stavb v mestu. Veliko jih je bilo v širšem območju, v katerem je bila uničena skoraj vsaka stavba.
Cele ulice so bile povsem prekrite z ruševinami. Lesene hiše so zgorele, ostali so samo zidovi in dimniki iz kamna. Na seznamu stavb, ki so preživele, so bile javne stavbe in cerkve iz kamna in opeke.
Občinska umetnostna dediščina, ki se je zbirala stoletja, je bila močno poškodovana. Nemogoče je oceniti število umetniških del v stavbah, ki so jih uničili. Med izgubami so bile bruseljske tapiserije, pohištvo in risbe ter slike umetnikov, kot so Rogier van der Weyden, Rubens, Anthony van Dyck in Bernard van Orley. Veliko zgodovine mesta je bilo prav tako izgubljeno, saj je bil uničen velik del arhiva.
Po vseh ocenah je bila škoda ogromna. En teden po katastrofi je bila ocenjena na 30 milijonov florinov . Po nuncijevem poročilu papežu je bila škoda 50 milijonov. Za primerjavo, letna najemnina navadne nove hiše je bila med 120 in 150 florinov, medtem ko je nakup ene znašal okrog 2000 florinov. To je mogoče primerjati z nakupno ceno v vrednosti okoli 200 000 evrov danes , kar skupno škodo po zelo grobi sodobni vrednosti ocenjujejo med 3 in 5 milijardami evrov.

### Odzivi in posledice
Francozi so se zdeli presenečeni nad uspehom operacije, ki je bila precej večja od pričakovanj. Villeroi je zapisal: »Nered, ki smo ga povzročili v tem mestu, je neverjeten, ljudje nam pretijo in grozijo s povračilnimi ukrepi in ne dvomim, da imajo voljo za to, vendar ne vem, ali imajo sredstva za to.«  Francoski mojster topništva je zapisal: »Že večkrat sem opravljal svojo vojaško dolžnost, vendar še nikoli nisem videl tako velikega ognja ali toliko ruševin kot v tem mestu.«  Mladi vojvoda iz Berwicka, prihodnji francoski maršal, je to prav tako obsojal in ob koncu svojega življenja napisal: »Ni bilo grozljivejšega prizora in ni bilo drugega prizora, ki bi bil tako blizu obleganju Troje.« 
V Evropi je uničenje Bruslja povzročalo ogorčenje. Dogodek je pomenil prekinitev tihih sporazumov, ki so do takrat urejali vojno. Bombardiranje, namenjeno izključno civilnemu prebivalstvu, ki ni bilo vpleteno v spor zaradi prisile nasprotne vojske, je bil brez primere. Do takrat so bombardiranje uporabljali za razbijanje mestne obrambe ali pa uničenje vojaške infrastrukture in mestnih vrat. Ministri velike alianse so se sestali v Haagu in se zavezali, da bodo maščevali bruseljsko uničenje. Poleg tega je bilo bombardiranje Bruslja z vojaškega vidika neuspešno, saj ni  preusmerilo zavezniških sil iz mesta Namur, ki je padel 5. septembra, potem ko je tja prišla vojska Villeroia. Zelo pa je škodovalo ugledu Ludvika XIV. Stoletje kasneje je Napoleon menil, da je bilo bombardiranje »barbarsko, ker je bilo neuspešno«. 

## Rekonstrukcija

### Začetni ukrepi
Po bombardiranju so v naslednjih mesecih različni mestni organi izvedli vrsto ukrepov, da bi uredili najnujnejša vprašanja in bi se začela obnova. Centralna vlada, ki jo je vodil guverner Maksimilijan II. Emanuel, bavarski volilni knez, je imela z občinsko vlado sporazum o soglasju v zvezi z delitvijo oblasti, imenovano magistrat (francosko magistrat, nizozemsko  magistraat), ki je predstavljal lokalne interese in ohranil večino avtonomije, ki jo je pridobil v srednjem veku. To je povzročilo veliko sodnih sporov, kar je povzročilo nadaljnje težave.
Ključni problem pridobivanja dobrin v mestu je bil rešen v nekaj dneh, zahvaljujoč sosednjim mestom. Trgovcem so  prepovedali, da bi v Bruselj dovažali komercialno blago ali pivo, tako da so njihove prevozne zmogljivosti lahko uporabljali za oskrbo mesta. Bruselj je prosil druga brabantska mesta, kot so Leuven, Antwerpen in Mechelen, naj pošljejo pomoč, kar je bilo storjeno takoj, konvoji hrane so bili najeti in takoj poslani. Številni prebivalci brez zatočišča so kampirali v palačnem parku. Organi so zasegli prostor, ki bi lahko čakal na obnovo, povečanje najemnin pa je bilo prepovedano v celotnem mestu. Da bi končali plenjenje in ponovno vzpostavili red, je mesto oblikovalo milice srednjega razreda za patruljiranje območij, ki jih je prizadela nesreča. Maksimilijan Emanuel je poslal stražarje, da so stražili podnevi in ponoči, preden se je pridružil obleganju Namurja.
Nekaj mesecev je trajalo, da so počistili ostanke. Ljudje vseh razredov so bili prisiljeni pomagati; morali so priskrbeti vagone in konje, morali so delati. Za pospešitev rekonstrukcije so bile odpravljene omejitve in tujim delavcem je bilo dovoljeno, da pridejo v mesto in svobodno sodelujejo pri obnovi dve leti. Niso pa smeli zahtevati višje plače, kot so jo prejemali pred bombardiranjem. Guverner je omogočil prost vstop v mesto za gradbeni material, cene pa so bile zamrznjene dve leti. Z odprtjem Bruslja zunanjemu gospodarstvu so se odrekli monopolu cehov, zmanjšale so se možnosti za izkoriščanje nesreče, da bi se mesto čim hitreje vrnilo v normalno stanje.

### Dva predloga
Nekaj mesecev po bombardiranju sta se pojavili dve nasprotni viziji za mesto. Guverner Maksimilijan II. Emanuel, ambiciozen in razsvetljen knez, je rekonstrukcijo predvidel kot priložnost za spremembo postavitve arhitekturnega sloga mesta. V primerjavi s številnimi prehodnimi španskimi plemiči, ki so bili pred njim v vlogi guvernerja Španske Nizozemske, je Maksimilijan Emanuel dejansko postal precej vpleten v nalogo. S cesarjem Leopoldom I. je sanjal, da bo Špansko Nizozemsko naredil za svojo dedno državo. Njegov načrt je bil preoblikovanje srednjeveškega mesta v mesto novega baročnega sloga, na kar so vplivala njegova številna potovanja na cesarski dvor na Dunaj ter v Milano in Torino. Za Torino je bila značilna logična ulična postavitev s pravimi avenijami, ki ponujajo dolge, neprekinjene poglede, ki jih obdajajo stavbe enotne velikosti. Maksimilijan Emanuel je v načrtih za obnovo svetoval, naj zgradbe in ulice zgradijo v enakomernih razmerjih, da bi izboljšali estetiko mesta . Prav tako je vztrajal pri tem, ko se je ukvarjal s sodno oblastjo in rekel: »... močno upamo, da smo v zgradbah opazili nekaj vrstnega reda in enotnosti in ... zaradi lepote in udobja mesta so bile ulice, ki so bile prej preozke, zdaj razširjene«. 
Za prebivalce Bruslja pa so bile prednostne naloge popolnoma drugačne. Hitra rekonstrukcija je bila ključnega pomena, da bi se lahko nadaljevale gospodarske dejavnosti in preprečilo zmanjšanje prebivalstva. Mestne oblasti, ki so imele le malo sredstev, niso imele dovolj denarja za financiranje velikih predlogov. Nobene finančne pomoči iz Španije ali guvernerja ni bilo mogoče pričakovati, saj so bila sredstva namenjena vojnemu prizadevanju. Rešitev je tako vključevala skromnost in učinkovitost, ki temelji na tradiciji in ponovni uporabi materiala in ohranjenih temeljev. Prebivalci in cehi niso gledali ugodno na uvedbo novega, tujega, arhitekturnega sloga. Lokalni arhitekti in obrtniki so s svojim boljšim razumevanjem lokalno dostopnega materiala in potreb še vedno privlačne stavbe, čeprav niso bile podobne baročnim. Šibkost centralne vlade in odsotnost guvernerja zaradi vojne na začetku obnove poleg moči lokalnih višjih slojev je povzročila, da je struktura mesta v glavnem ostala enaka, podobno je bilo po velikem požaru v Londonu leta 1666.
Po izbruhu španske nasledstvene vojne leta 1701  Maksimilijan Emanuel ni bil več guverner. Nekdaj povezan z Avstrijo in svetim rimskim cesarstvom je v sporu povezal Bavarsko s Francijo. Njegova vizija za Bruselj ni bila sprejeta. Kar je naredil, je bilo namenjeno simboliki njegove moči. Naročil je prvo gledališče La Monnaie, ki so ga oblikovali beneški arhitekti. Predvidel je, da bo obnovil Veliki trg z enotnim pročeljem na sami eni strani trga, zdaj Hiša brabantskih vojvod.

### Rekonstrukcija mestnega središča
Čeprav je bila splošna postavitev mesta ohranjena, ni bila popolnoma enaka. Kljub nujnosti hitre obnove in pomanjkanju finančnih sredstev so oblasti sprejele več ukrepov za izboljšanje prometa, sanitarij in splošne estetike mesta. Mnoge ulice so bile širše, da bi izboljšali pretok prometa. Uvedeni so bili novi predpisi, po katerih niso bila dovoljena kletna vrata, stopnice in skladišča na ulici. Slamnate strehe, leseni nadstreški in zgornja nadstropja, ki so obrnjena na ulico, so bila pred požarom vsa nezakonita, vendar to ni bilo uveljavljeno.  Stavbo, ki ni bila skladna s predpisi, so porušili.
Obnova Velikega trga in sosednjih ulic, dolgo politično in gospodarsko središče mesta, je povzročala posebno skrb. Občinska vlada je financirala popravilo mestne hiše, za kar je prodala hiše in zemljišča. Cehi so bili pozvani, naj še posebej skrbno obnovijo svoje cehovske hiše, vsak predlog pa je moral odobriti mestni svet, preden bi se lahko izvedel. Čeprav je gospodarska in politična moč cehov upadala, so cehi bogato okrasili svoje hiše in pogosto še desetletja vračali dolg. Pomembno je bilo, da se je obdržala podobnost in cehovske hiše so bile obnovljene z množico dekorativnih slogov in individualizacij, hkrati pa so ohranile izredno skladnost kljub domnevno nasprotujočim se kombinacijam slogov gotike, baroka in sloga Ludvika XIV. Pet let po nesreči je bil Bruselj skoraj povsem obnovljen, lepši kot pred požarom. Rekonstrukcija je bila izjemno hitra in je potekala v vzdušju upanja na trajni mir po padcu citadele v Namurju in pogodbe iz Ryswicka (danes Rijswijk, ki je bila podpisana 20. septembra 1697), oboje so v mestu lepo proslavili.